# Itinéraire complémentaire 37 (Portugal)
L'IC37 est une voie rapide sans profil autoroutier en projet qui reliera l'  au sud de Viseu à l' IC 7  à l'ouest de Seia, en passant par Nelas. Sa longueur sera de 31 km.

## État des tronçons
| Tronçon                  | État (2011)                                                                                     | km |
| ------------------------ | ----------------------------------------------------------------------------------------------- | -- |
| Viseu () - Seia ( IC 7 ) | Adjudication du projet repoussée pour cause de crise économique (Concession : Serra da Estrela) | 31 |

## Capacité
| Section                              | Capacité | Longueur |
| ------------------------------------ | -------- | -------- |
| Viseu () - Seia ( IC 7 ) (En projet) |          | 31 km    |

## Itinéraire
| Sorties     | Villes                                                      |
| ----------- | ----------------------------------------------------------- |
| (En projet) | Aveiro Guarda                                               |
| (En projet) | Santar                                                      |
| (En projet) | Nelas                                                       |
| (En projet) | Senhorim                                                    |
| (En projet) | Carvalhal da Louça                                          |
| (En projet) | Paranhos da Beira                                           |
| (En projet) | Seia-Nord Fornos de Algodres IC 7 Oliveira do Hospital IC 7 |